# 錫安山 (台灣)
錫安山，原名雙連堀，是一處位於台灣高雄市那瑪夏區的聚落，為那瑪夏區布農族傳統領域，截至2015年，錫安山有300名居民。鄰里編組被劃歸南沙魯里第六鄰。

## 發展沿革
1963年，原本隸屬於臺南市教會聚會所（又稱為「臺南市召會」）的洪以利亞（原名洪三期）、張約翰（原名張國勝）、朱約拿（原名朱隸華）等人來到杳無人煙的高雄縣甲仙鄉雙連堀開墾；1965年，洪以利亞遇見了重建宗教組織新約教會的江端儀，並歸信了該教會，請教會的信徒一同發展雙連堀:156。
1967年，江端儀之女兒張路得把雙連堀取名為「錫安山」:367。新約教會認為，錫安山就是基督教先知以賽亞所預言「耶和華殿的山」，萬民要歸到此山上，此後更多信徒上山朝聖；洪以利亞亦在1978年宣佈，該處被神選為今天的錫安山:156。《新世紀宗教研究》指出，新約教會上述建構聖地的模式，相近於早期猶太人宣稱錫安為耶和華所揀選:102。1979年5月10日，接掌新約教會的洪以利亞正式在錫安山定居，同工（牧師）反對他這樣做，認為他這樣是放下了新約教會的文字工作、以及其他地方教會；洪以利亞反駁指，是神要求他住在錫安山，有如摩西留在西奈山一樣，離開錫安山就像離開神，此後同工的態度有所轉變:370–371。
在1977年7月，台灣的戶政部門整編門牌號碼，錫安山上的信徒總共獲得12個以「北平巷」為名的門牌:369。但是，由於當時台灣正處於戒嚴時代，政府不接納錫安山這樣的社區，將原本在行政區上屬於甲仙鄉（現甲仙區）的雙連堀，劃入三民鄉（現那瑪夏區），從此不需要辦理入山證的雙連堀，成為山地管制區，警方也設立檢查哨，開始要求信徒辦理入山證，之後更停辦入山證，以阻止信徒入山。中華民國國家安全局在1980年推行「清岳專案」，以警力驅逐上錫安山的信徒。錫安山尚有剩餘信徒，台灣政府當局又進行了多次搜山，並先後以徵兵、法院傳票和警方約談為由，要求其他信徒離開錫安山。結果，所有信徒在1980年4月後不能合法居於錫安山上:157。政府希望新約教會信徒不要在錫安山上聚居，否則政府難以管理；新約教會內部提出了兩種處理方式，一是以法律手段重返錫安山，二是指控政府侵犯宗教自由、並把此事件定位為對信徒的考驗:157。
政府與新約教會展開法律訴訟，不少錫安山上的信徒回到地方教會，山上原本的12戶人家剩下3戶不願意離開；甲仙教會豬舍改為聚集中心，收容不欲離開錫安山的三家人:371–372。其後，行政法院裁定新約教會信徒一方勝訴，數百名警員來到錫安山破壞信徒的房屋、農作物以及其他財物；數名抵抗警方行動的信徒遭到逮捕，並因「竊佔他人之不動產」的罪名而被法院判囚六個月。
1986年至1987年，新約教會信徒隨着訴訟得利而陸續返回錫安山；此後，政府與新約教會仍有零星衝突。1987年8月1日，信眾曾經藉著到法院出庭於總統府前，高舉「蔣經國是暴君，國民黨是暴政，暴君必滅，暴政必亡」的看板。戒嚴時代完結後，中華民國政府對錫安山的態度轉為放任，高雄市政府更把錫安山視作景點。
錫安山在八八水災中受到災情影響，七名信徒一度傳出失蹤。2015年，錫安山約有300名信徒。

## 宗教建築

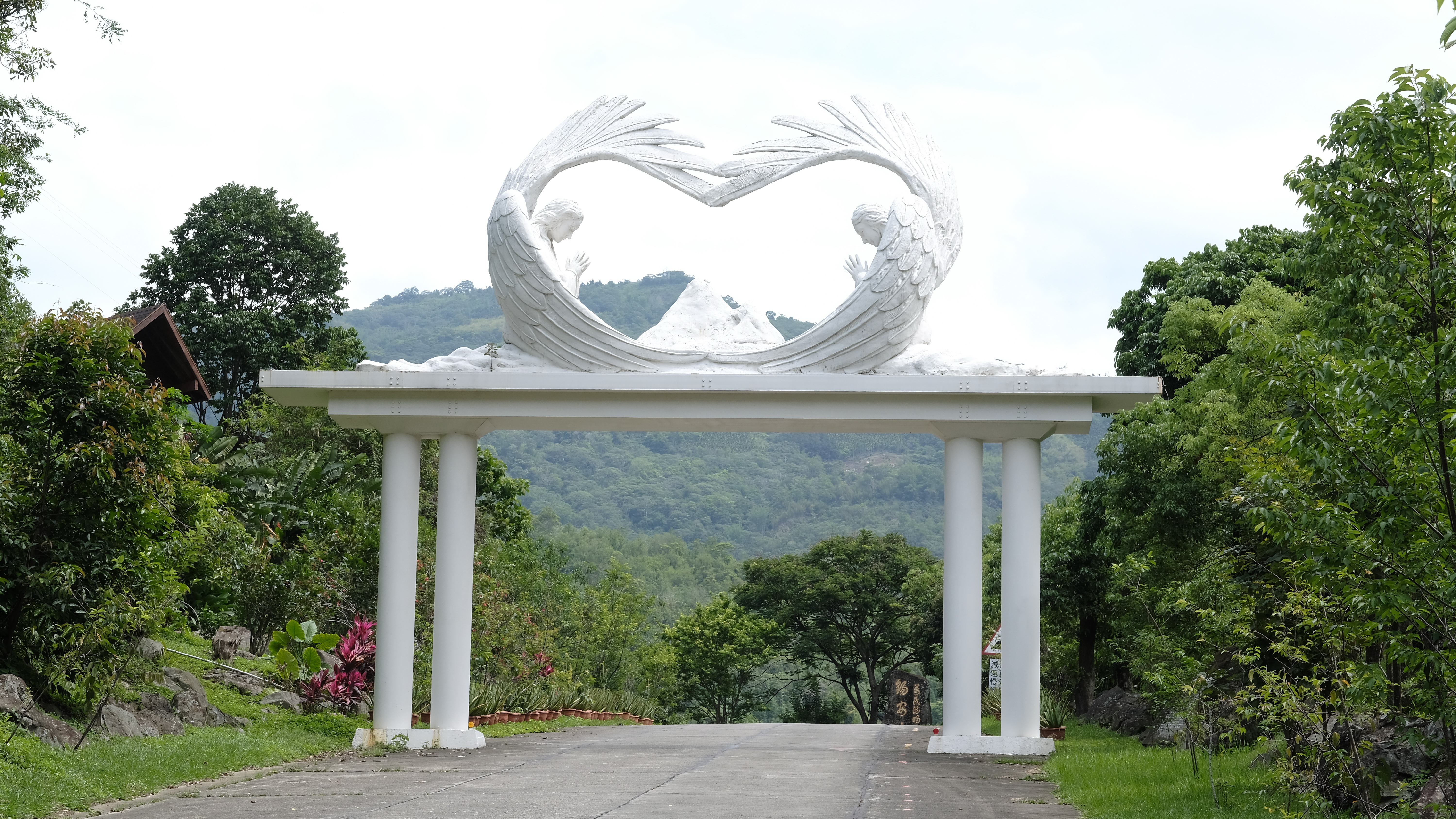
基路伯大門

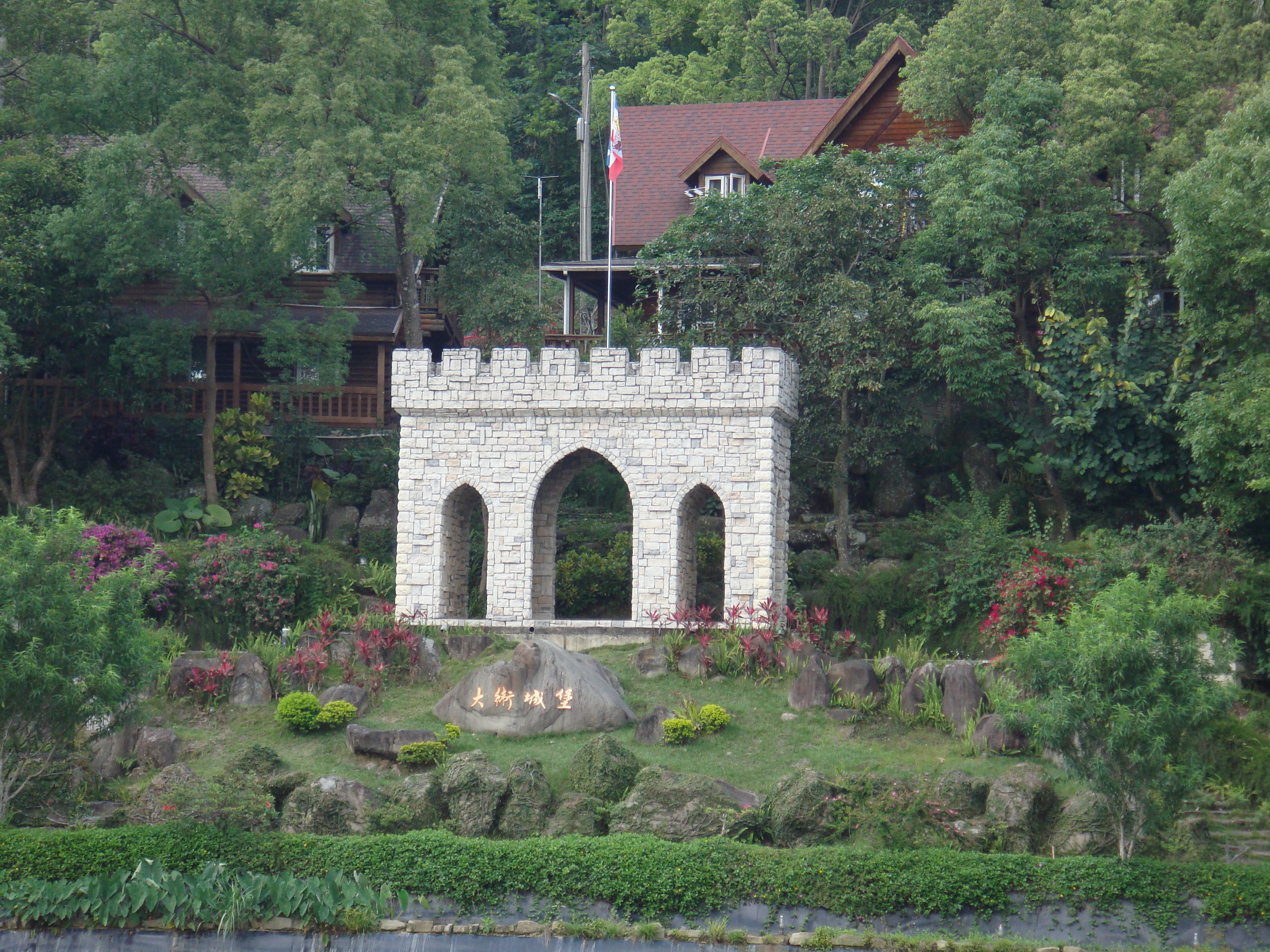
錫安山上象徵大衛城的城門

前往錫安山的路上有一座名為「基路伯大門」的雕塑，象徵耶和華派天使守護聖山，門的前方有一顆刻上「錫安保障」的大石，意指錫安山是錫安、是大衛王的王國，同時預告神意國度來臨:102。錫安山上建造了《聖經》提到的紀念神蹟建築物，山上有一座象徵大衛城的城門、一座紀念洪以利亞夢見上帝的祭壇、以及一座聖殿:102。

## 信徒生活

### 經濟模式
錫安山奉行資源公用、公有的基督教共產主義經濟模式，山上信徒的日常所需完全由集體提供，炊事由專門的信徒負責，信徒的房屋由其他信徒幫忙興建；所有信徒每月獲發2,000新台幣作零用錢，但不會獲得工资:8–9。錫安山發展的產業有加工、觀光和農作物銷售，信徒販售標榜天然、有機的農作物，這些產品既售予到訪錫安山的遊客，亦通過新約教會的據點向外出售，令錫安山的經濟有不少改善；由於新約教會在海外的據點出產其他農作物，台灣的錫安山亦售賣南太平洋珍珠、新西蘭羊毛製品、南非大豆等產品:4, 9。333

### 教育
錫安山上設有名為「伊甸家園」的學校，以「神國教育」為理念、並《聖經》為根本，教導學生學習敬神愛人:28。班級結構方面，「伊甸家園」採取小班教學，班級分為兒童班、少年班（相當於國民中學）、青年班（相當於高級中學一至二年級）、實習班（相當於高級中學三年級）以及大青年班（相當於大學課程）；課程內容方面，「伊甸家園」的學生上午要學習語文、數學、自然科學等學科，下午學習務農、演奏樂器、修理電器等技能:28。錫安山的教師批評，台灣教育的教材灌輸了進化論等「違背真理的內容」，考試範圍包含把媽祖、關公奉為神明的內容，又鼓勵學生進行打坐、禪定等佛教修行行為；她認為，信徒之所要以子女接受體制外的教育，就是為了令他們可以得到更好的教育。
1997年，逾200名新約教會信徒子女集體輟學，轉到錫安山的「伊甸家園」，進行體制外教育但無法與外界學制銜接:28。2014年實驗教育參法通過後，政府將之納入「非學校型態實驗教育」，符合體制規範；截至2015年，錫安山上的學生共有33人。

## 爭議
錫安山的信徒面臨戶籍、入山證、租約等方面的爭議，而且涉嫌在國有林地砍伐林木，因而陷入不少法律訴訟:8。
新約教會信徒安排子女不就讀主流學校，而到錫安山上接受教育，此舉曾一度在台灣引發關於教育選擇權的爭議:28。2004年，台灣一對虔誠信仰新約教會的父母不讓女兒上學，該父親為了專注於教會事務而辭去月入逾十萬新台幣的工作，引起女童祖父母不滿；中華民國教育部對女童的父母作出勸導，父親同意考慮申請在家教育，從而符合法律規定。學者王以仁認為，父母在兒女未有獨立能力時安排他們「離開世俗」，會造成銜接和適應上的問題。